# Korthalsella salicornioides
Korthalsella salicornioides, ou visco anão, é uma planta endémica na Nova Zelândia.

## Conservação
Esta espécie está espalhada por florestas e cerrados na Nova Zelândia, em pequenas manchas locais. Em algumas áreas, ela é ameaçada pelo derrube de Leptospermum e Kunzea para lenha, agricultura ou silvicultura exótica. É classificada como estando em risco pelo Department of Conservation.